# Pradoluengo (kommunhuvudort)
Pradoluengo är en kommunhuvudort i Spanien.   Den ligger i provinsen Provincia de Burgos och regionen Kastilien och Leon, i den norra delen av landet, 220 km norr om huvudstaden Madrid. Pradoluengo ligger 958 meter över havet och antalet invånare är 1 643.
Terrängen runt Pradoluengo är huvudsakligen kuperad, men söderut är den bergig.  Trakten runt Pradoluengo är nära nog obefolkad, med mindre än två invånare per kvadratkilometer. Närmaste större samhälle är Ezcaray, 15,6 km öster om Pradoluengo. I omgivningarna runt Pradoluengo växer i huvudsak blandskog.